# Regne de Kouandé
Kouandé (Kwande) fou un dels regnes baribes del Borgu, que va passar a França per la convenció franco-britànica de 1898 junt amb els regnes de Nikki, Kandi i Paraku. Va quedar integrat en la colònia de Dahomey i dependències. La capital fou la població de Kouandé.

## Història
Fou fundada per un clan de casadors bariba, els tossos, especialitzats a caçar elefants, i una part del marfil l'entregaven al rei de Nikki com a tribut. Un conflicte a successori a Nikki va portar a Kouandé uns centenars de joves guerrers que la van agafar com a base des d'on van fer incursions a diversos llocs. Més tard el príncep Chabi Gada de Nikki va matar a una de les seves esposes prenyada i es va haver de refugiar a Birni Maro amb el cap dels tossos (que portava el títol de tossounon) que li va donar en matrimoni a la seva filla gran Gnon Biris (vers 1762). Més tard va succeir al seu sogre i va refusar tota relació de vassallatge amb Nikki, d'on s'havia emportat una part dels objectes sagrats reservats al rei.
A la mort de Gada ver 1789 va esclatar un conflicte per la successió entre Ouorou Ouari àlies Tabouroufa, príncep nascut a Nikki, i Oourou Kpassi fill de Gnon Birsi, princesa de Birni Maro. Aquest va triomfar i es va fer nomenar tossounon i Ouorou Ouari se'n va anar a Kouandé amb 66 cavallers bokos. El senyor de Kouandé (títol sounon), un bariba, el va acollir i li va donar terres; poc després moria el senyor i Ouari que havia aconseguit els objectes reals sagrats de Nikki que s'havia emportat Gada, va ser proclamat rei i va rebre l'homenatge dels bariba i dels somba. Va agafar el títol de bangana i va designar un sounon a Kaouandé com a vassall. Després va estendre la seva autoritat a Birni, Pably i la regió d'Ouassa o sigui uns 100.000 km².
A la seva mort el va succeir el seu germà Simé Terima amb el nom d'Ourou Sourou (el Sant), i va acabar amb les incursions que feien el guerrers locals, rebent el malnom de Baba Tantamé. Per ocupar als guerrers va organitzar una expedició contra els berba, els taneka, els pila-pila, els somba i altres.
Després va regnar Dafia, el gran dels fill d'Ouorou Ouari, que va agafar el nom de Sourou. Les fonts no parlen del seu regnat i només se sap que va autoritzar una campanya contra els peuls d'Ilorin el 1830, i van patir una severa derrota als murs de la ciutat atacada. Va morir d'una mossegada de gos. El va succeir bangana Bio Diko. La germana de Sourou, Ganingui, va sospitar que era el culpable de la mort de Sourou i li va predir una mort ràpida, i efectivament només va regnar tres mesos. El va succeir Séro, fill gran de Baba Tantamé (1833) amb el nom de Bouko Ya Dari que va haver de reprimir dos complots del seu germà petit Mora N'Gobi que per dues vegades va intentar prendre el poder aliat als natimba però fou derrotat. Fou perdonat pel seu germà però no ho fou el rei dels natimba, Sinkossi, que quan va anar a fer submissió fou tirat a un pou i mort a pedrades, del que va venir a Séro el malnom de Guinimoussikou (el que enterra viu). Va fer expedicions contra els berba, els akpénon, els cotokoli i els aniagan de la vall de l'Anié.
El següent rei fou bangana Séle (1852-1883) que va fer campanya contra els gotokoli de Kiriki (1866-1868) i contra Bafilo. També va enfrontar algunes lluites civils. Ouorou Ourari II (1883-1897) fou el darrer rei (la resta foren caps). Va ser destituït pel comandant Ganier el 1897 després de la revolta dels baribes. Retirat al poble de Doho (a uns 30 km) no va poder suportar l'allunyament de les tombes dels avantpassats i es va enverinar.
A l'inici de la colonització la seva islamització no era gaire profunda, però més tard l'islam tidjanista s'hi va desenvolupar amb èxit.

## Llista de reis
| Període                                     | Monarca (bagana, que vol dir "brau", o banga que vol dir governant)       | Notes              |
| ------------------------------------------- | ------------------------------------------------------------------------- | ------------------ |
| 1709                                        | Fundació del regne                                                        | Fundació del regne |
| 1790 a 1804 o 1800-1815                     | Woru Wari I "Taburufa" (Ouoro Ouari "Tabouroufa"), Banga                  |                    |
| 1804 a 1816 o 1815-1825                     | Woru Suru I "Baba Tantame" (Simé Terima "Baba Tantamé"), Banga            |                    |
| 1816 o 1825 a 1833                          | Dafia Soru I (Dafia Sourou), Banga                                        |                    |
| 1833 a 1833                                 | Bio Doko (Bio Diko), Banga                                                |                    |
| 1833 a 1852                                 | Buku Ya Dari "Ginimu Siku" (Séro o Bouko Ya Dari "Guinimoussikou"), Banga |                    |
| 1852 a 1883                                 | Sele Wonkuru "Tabuko" (Séle), Banga                                       |                    |
| 1883 a 1897                                 | Woru Wari II (Ouorou Ourari II), Banga                                    |                    |
| 5 de març de 1898 a 2 de maig de 1904       | Suanru, Banga                                                             |                    |
| Maig 1904 a febrer de 1929                  | Gunu Deke, Banga                                                          |                    |
| 9 de desembre de 1929 a 19 de gener de 1943 | Woru Suru II, Banga                                                       |                    |
| 4 de setembre de 1943 a juliol de 1949      | Soru II, Banga                                                            |                    |
| 1 de gener de 1950 a 11 de juliol de 1957   | Woru Wari III "Tunku Cessi", Banga                                        |                    |
| 20 de gener de 1958 a 1961                  | Imoru Dogo, Banga                                                         |                    |